# Sean Blanchard
Sean Blanchard (* 29. März 1978 in Greater Sudbury, Ontario) ist ein ehemaliger kanadischer Eishockeyspieler, der in seiner Karriere 281 DEL-Spiele für die Iserlohn Roosters, Hamburg Freezers, Frankfurt Lions, Nürnberg Ice Tigers und Grizzly Adams Wolfsburg absolvierte.

## Karriere
Blanchard begann seine Karriere 1994 in der kanadischen Juniorenliga OHL bei den Ottawa 67’s. Nach seiner dritten Spielzeit wurde er als punktbester Verteidiger seines Teams beim NHL Entry Draft 1997 von den Los Angeles Kings in der 4. Runde an 99. Position ausgewählt. Ein Jahr später unterzeichnete der Linksschütze seinen ersten Profivertrag und spielte die folgenden drei Jahre sowohl in der East Coast Hockey League bei drei Teams als auch in der American Hockey League bei den Lowell Lock Monsters sowie in der International Hockey League bei den Grand Rapids Griffins und den Manitoba Moose.
Zur Saison 2001/02 entschied sich der Kanadier zu einem Wechsel nach Europa, wo er einen Vertrag bei den London Knights in der britischen Ice Hockey Superleague annahm. Den zwei Jahren in England folgten zwei Jahre in Italien beim SV Ritten. Die Saison 2005/06 verbrachte Blanchard in der Schweiz bei den ZSC Lions. Anschließend wechselte er zurück nach Nordamerika und spielte wieder in der ECHL, diesmal bei den Augusta Lynx. Außerdem bestritt der Abwehrspieler 13 Spiele für Portland Pirates in der AHL und konnte mit 9 Punkten überzeugen.
2007 unterschrieb Blanchard einen Vertrag bei Iserlohn Roosters aus der Deutschen Eishockey Liga, von denen er zunächst als Try-Out-Spieler für zehn Tage verpflichtet, allerdings bereits nach drei Tagen aufgrund positiver Trainingseindrücke lizenziert wurde. Zur Saison 2008/09 wechselte der Kanadier zum Ligakonkurrenten Hamburg Freezers, nach nur einem Jahr dann zu den Frankfurt Lions. Nach der Auflösung der Lions im Juli 2010 spielte Blanchard in der Saison 2010/11 für die Nürnberg Ice Tigers. Da es in Nürnberg zu keiner Vertragsverlängerung kam, blieb Blanchard in der nächsten Saison zunächst vereinslos, bis er im Dezember 2011 wieder von den Iserlohn Roosters unter Vertrag genommen wurde. Im August 2012 unterzeichnete er einen Kontrakt bei den Grizzly Adams Wolfsburg. Nachdem Blanchard in der Saison eher farblos geblieben war und keine Impulse setzen konnte, wurde ihm am Saisonende kein neuer Vertrag angeboten.
Blanchard kehrte nach Kanada zurück und spielte noch einige Jahre in der höchsten Altherren-Liga in Ontario, dem Allan Cup Hockey (ACH). Mit den Stoney Creek Generals feierte er dort zwischen 2016 und 2019 vier Mal in Folge die Meisterschaft.
Sean Blanchard ist verheiratet und hat zwei Kinder.

## Erfolge und Auszeichnungen
- 1997 Max Kaminsky Trophy
- 1997 CHL Defenceman of the Year
- 1998 OHL First All-Star Team
- 1999 Kelly-Cup-Gewinn mit den Mississippi Sea Wolves
- 2007 ECHL Second All-Star Team
- 2016 Meister im Allan Cup Hockey mit den Stoney Creek Generals
- 2017 Meister im Allan Cup Hockey mit den Stoney Creek Generals
- 2018 Meister im Allan Cup Hockey mit den Stoney Creek Generals
- 2019 Meister im Allan Cup Hockey mit den Stoney Creek Generals

## Karrierestatistik
(Legende zur Spielerstatistik: Sp oder GP = absolvierte Spiele; T oder G = erzielte Tore; V oder A = erzielte Assists; Pkt oder Pts = erzielte Scorerpunkte; SM oder PIM = erhaltene Strafminuten; +/− = Plus/Minus-Bilanz; PP = erzielte Überzahltore; SH = erzielte Unterzahltore; GW = erzielte Siegtore; 1 Play-downs/Relegation; Kursiv: Statistik nicht vollständig)